# Leonor Michaelis
Leonor Michaelis (Berlim, 16 de janeiro de 1875 – Nova Iorque, 8 de outubro de 1949) foi um bioquímico e físico alemão, famoso por seu trabalho com Maud Menten em relação à cinética enzimática e na cinética de Michaelis-Menten.
Ele estudou medicina em Freiburg, onde ele se graduou em 1897. Ele então mudou-se para Berlim, onde recebeu seu doutorado no mesmo ano. Michaelis trabalhou como assistente de Paul Ehrlich (1898–1899), Moritz Litten (1899–1902) e Ernst Viktor von Leyden (1902–1906). Em 1906 ele começou a trabalhar como diretor do laboratório de bacteriologia no hospital "Am Urban" em Berlim, tornando-se professor extraordinário da Universidade de Berlim em 1908.
Em 1914 publicou um documento sugerindo que o famoso teste de gravidez de Emil Abderhalden não poderia ser reproduzido, documento que fatalmente comprometeu sua posição como acadêmico na Alemanha. Em 1922 se mudou para a Escola de Medicina da Universidade de Nagoya (Japão) como professor de bioquímica, em 1926 para a Universidade Johns Hopkins em Baltimore, Maryland, como residente na área de pesquisa médica e em 1929 para o Instituto Rockfeller de Pesquisas Médicas em Nova Iorque, onde se aposentou em 1941.
Além do desenvolvimento da constante de Michaelis-Menten (1913), descobriu que o Verde Janus B era um corante de mitocôndrias supravital, o corpo Michaelis-Gutmann nas infecções do trato urinário (1902) e descobriu também que o ácido tioglicólico podia dissolver a queratina, tornando-o pai do permanente.